# Donín (Toužetín)
Donín je část obce Toužetín. Nachází se v okrese Louny v Ústeckém kraji. V roce 2021 zde žilo 85 obyvatel.

## Název
Název vesnice vychází z osobního Zdoňa, z něhož bylo odvozeno chybným rozložením slova, při němž bylo počáteční písmeno Z považováno za předložku. V historických pramenech se název vsi objevuje ve tvarech: Donyn (1362), de Donyna (1381), z Donyna (1400), de Donyn (1409), ve vsi Doninie (1549), Dognin (1631ú, Donin (1785) a Donin nebo Donjn (1835).

## Historie
První písemná zmínka o vesnici pochází z roku 1362.

## Obyvatelstvo
|                                                                        | 1869 | 1880 | 1890 | 1900 | 1910 | 1921 | 1930 | 1950 | 1961 | 1970 | 1980 | 1991 | 2001 | 2011 | 2021 |
| ---------------------------------------------------------------------- | ---- | ---- | ---- | ---- | ---- | ---- | ---- | ---- | ---- | ---- | ---- | ---- | ---- | ---- | ---- |
| Obyvatelé                                                              | 312  | 339  | 339  | 318  | 353  | 301  | 271  | 190  | 184  | 152  | 142  | 107  | 83   | 83   | 85   |
| Domy                                                                   | 53   | 58   | 63   | 65   | 72   | 71   | 69   | 72   | —    | 54   | 45   | 59   | 60   | 61   | 61   |
| Počet domů z roku 1961 je zahrnut v celkovém počtu domů obce Toužetín. |      |      |      |      |      |      |      |      |      |      |      |      |      |      |      |

## Pamětihodnosti
V blízkosti obce se nachází zachovalá zděná okrouhlá pětipatrová stavba větrného mlýna z roku 1846, ale už bez lopatek.

## Významní rodáci
V Doníně se narodil český válečný pilot generálporučík František Fajtl (1912–2006), velitel 313. československé stíhací perutě RAF, pilot v leteckých jednotkách v Sovětském svazu.
Dalším rodákem byl Josef Fousek (1875–1942), politik, prvorepublikový starosta Loun.

## Galerie

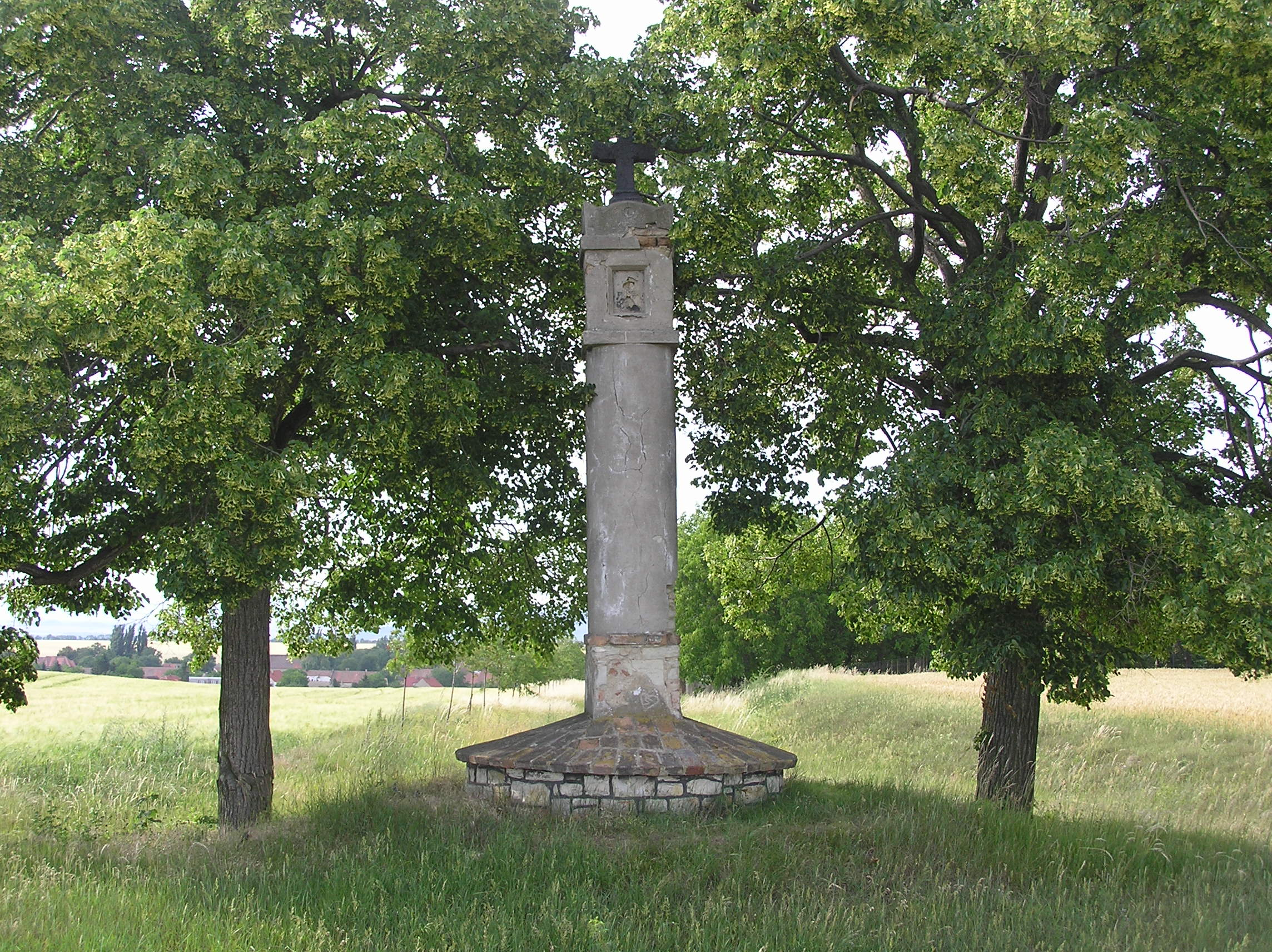
Boží muka nad Donínem
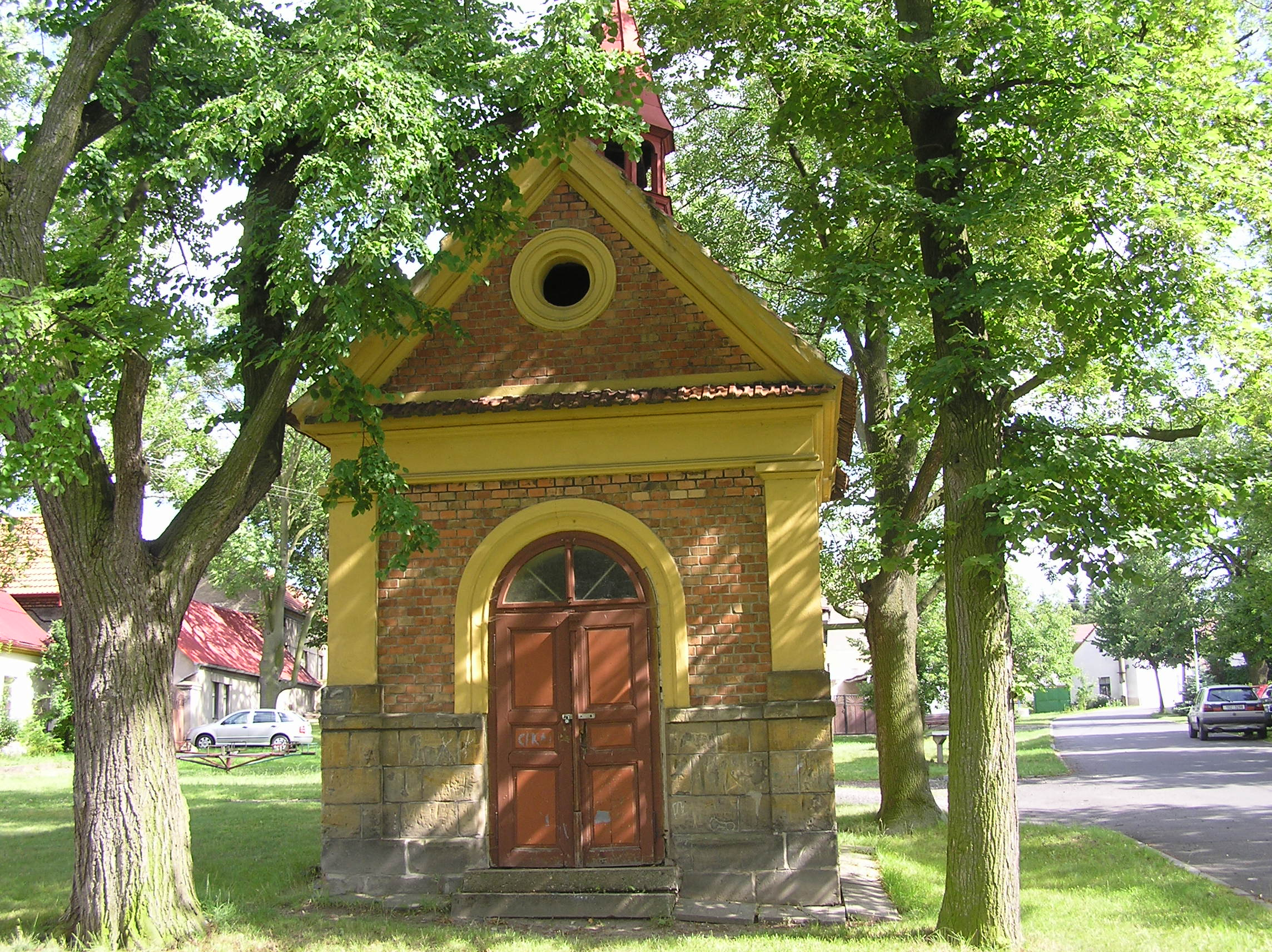
Kaple na návsi
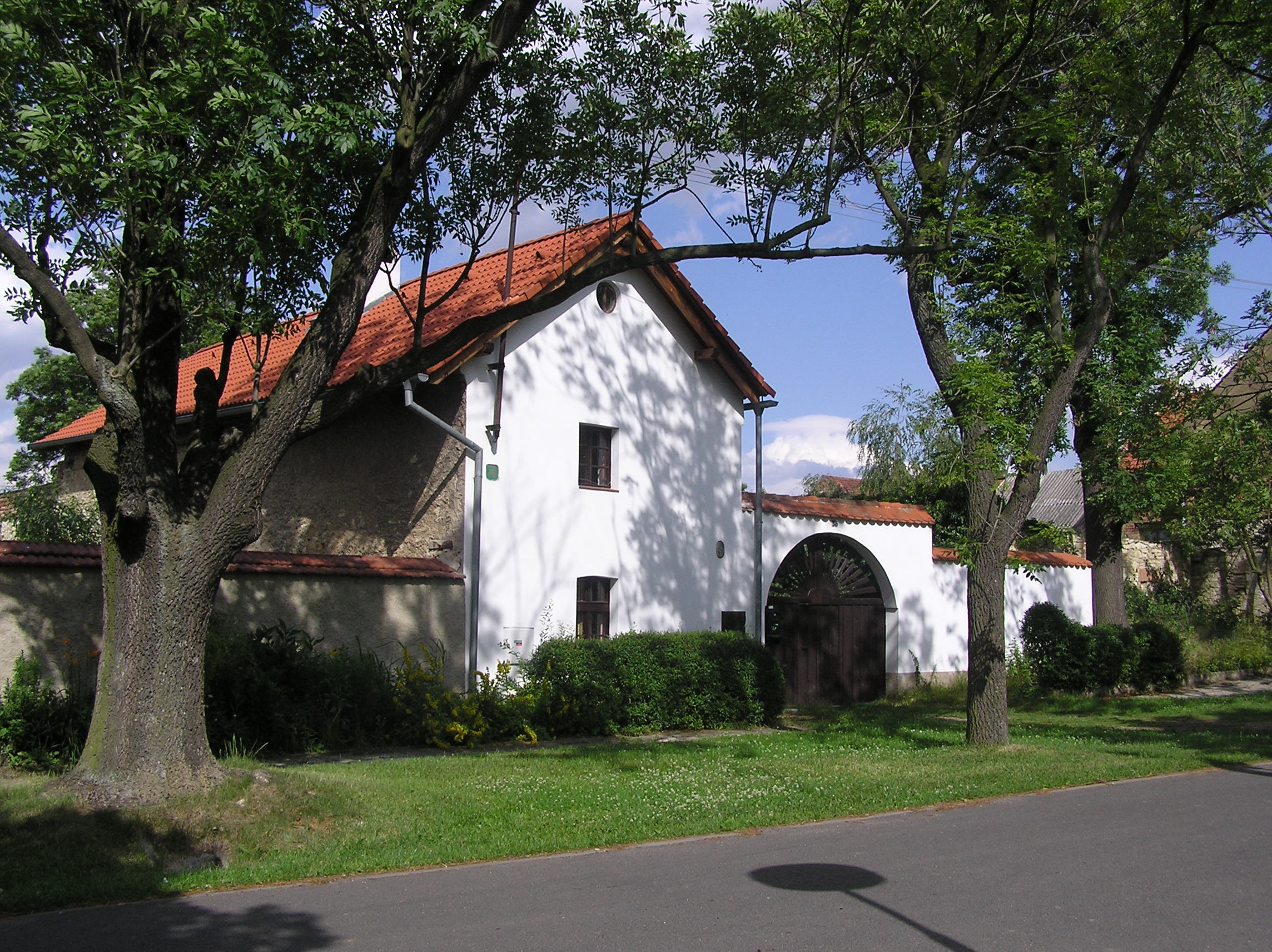
Statek na návsi